# هيرب غاردينر
هيرب غاردينر هو لاعب هوكي الجليد كندي، ولد في 8 مايو 1891 في وينيبيغ في كندا، وتوفي في 11 يناير 1972.

## وصلات خارجية
- هيرب غاردينر على موقع دوري الهوكي الوطني (الإنجليزية)
- هيرب غاردينر على موقع EliteProspects.com (الإنجليزية)
- هيرب غاردينر على موقع HockeyDB.com (الإنجليزية)
- هيرب غاردينر على موقع Hockey-Reference.com (الإنجليزية)
- هيرب غاردينر على موقع قاعة مانيتوبا للمشاهير الرياضية (الإنجليزية)